# Gardnerycteris koepckeae
Gardnerycteris koepckeae is een zoogdier uit de familie van de bladneusvleermuizen van de Nieuwe Wereld (Phyllostomidae). De wetenschappelijke naam van de soort werd voor het eerst geldig gepubliceerd door Gardner & Patton in 1972.

## Voorkomen
De soort komt voor in Peru.